# Randau Marques
Randau de Azevedo Marques (Pedregulho, 29 de agosto de 1949 — São Paulo, 9 de abril de 2020) foi um jornalista brasileiro. Trabalhou no Jornal da Tarde, e posteriormente no O Estado de S. Paulo e na Agência Estado.
Randau é considerado o primeiro jornalista brasileiro a se especializar em meio ambiente.
Durante o período da ditadura militar brasileira, Randau foi considerado subversivo porque escreveu em um jornal da cidade paulista de Franca reportagens sobre a contaminação de gráficos e sapateiros com chumbo.
Em 1968 ele foi preso pela Operação Bandeirantes em decorrência das suas reportagens ambientais.
Ao realizar reportagens sobre a contaminação ambiental na cidade de Cubatão ele cunhou a expressão "Vale da Morte", para denunciar o alto índice de mortalidade naquela cidade.